# The Cooper Temple Clause
The Cooper Temple Clause war eine 1998 gegründete Indie-/Electro-Rock-Band aus Reading, England. Nach drei ab 2002 veröffentlichten Studioalben gab die Band 2007 ihre Auflösung bekannt.

## Bandgeschichte
Nachdem die Band 2000 von RCA Records unter Vertrag genommen worden war, brachte sie zunächst einige Singles und EPs heraus, bevor sie dann im Jahr 2002 ihr von Kritikern gelobtes Debütalbum See This Through and Leave veröffentlichten. Im folgenden Jahr erreichte die Band internationale Anerkennung mit ihrem Album Kick Up the Fire and Let the Flames Break Loose. Die Liedtexte wurden größtenteils von Daniel Fisher geschrieben, während Tom Bellamy die Lieder Talking to a Brick Wall, Into My Arms und In Your Prime für ihr 2003 erschienenes Album Kick Up te Fire and Let the Flames Break Loose schrieb. Im September 2005 verließ Bassist Didz Hammond die Band und gründete zusammen mit den Ex-Libertines-Mitgliedern Carl Barât und Gary Powell die Band Dirty Pretty Things. Im Januar 2007 erschien Make This Your Own das dritte Album von The Cooper Temple Clause sowie eine weitere EP. Nachdem sie mit ihrem neuen Album eine kurze Tour absolvierten, gab Dan Fisher am 24. April 2007 seinen Ausstieg aus der Band bekannt. Die restlichen Bandmitglieder entschlossen sich kurzerhand die Band aufzulösen.

## Diskografie

### Alben
- See This Through and Leave (Februar 2002)
- Kick Up the Fire and Let the Flames Break Loose (September 2003)
- Make This Your Own (Januar 2007)

### Singles und EPs
- Crayon Demos (Juli 2000)
- The Hardware EP (März 2001)
- Way Out West (März 2001)
- The Warfare EP (Juni 2001)
- Hardware EP + Warfare EP (Juli 2001)
- Let's Kill Music (September 2001)
- Film-Maker // Been Training Dogs (doppelte A-Seite, Januar 2002)
- Who Needs Enemies? (Mai 2002)
- A.I.M. (nur über den New Musical Express zu beziehen, September 2002)
- Promises, Promises (September 2003)
- Blind Pilots (November 2003)
- Damage (Download Single) (Mai 2006)
- Homo Sapiens (Oktober 2006)
- Waiting Game (26. Januar 2007)
- Head EP (April 2007)